# Цифрово разделение
Цифрово разделение е понятие, което описва социално-икономическата разслоеност на обществото във връзка с достъпа до компютърните технологии и Интернет. Това е вид неравенство, при което определена социална група има привилегията да ползва информационно-комуникационни технологии, които са недостъпни за друга част от населението. Тази разслоеност може да се дължи на физическата невъзможност за достъп до компютърните технологии и/или на липсата на знания и умения за боравене с тях.
В зависимост от вида на групите цифровото разделение може да бъде социално-икономическо (богати/бедни), географско (градски/селски райони), етническо и др. Съществува и т. нар. глобално цифрово разделение, което се отнася за неравенството в използването на компютърните технологии в световен мащаб.
За преодоляване на цифровото разделение в развиващите се страни съществуват различни инициативи на международно ниво под формата на фондове и програми. Такъв е например Фондът за цифрова солидарност, създаден на Световната среща за информационното общество, организирана от ООН.